# Gare de Châtillon - Saint-Vincent
Pour les articles homonymes, voir Gare de Châtillon et Gare de Saint-Vincent.
La gare de Châtillon - Saint-Vincent (en italien, Stazione di Châtillon-Saint-Vincent) est une gare ferroviaire italienne de la ligne de Chivasso à Aoste, située sur le territoire de la commune de Châtillon, près de Saint-Vincent, dans la région autonome à statut spécial de la Vallée d'Aoste.
Mise en service en 1886, c'est une gare voyageurs de Rete ferroviaria italiana (RFI) desservie par des trains régionaux (R) Trenitalia.

## Situation ferroviaire
Établie à environ 452 mètres d'altitude, la gare de Châtillon - Saint-Vincent est située au point kilométrique (PK) 74,051 de la ligne de Chivasso à Aoste (voie unique non électrifiée), entre les gares ouvertes de Verrès (s'intercale les gares fermées de Montjovet et de Saint-Vincent) et de Nus (s'intercale la gare fermée de Chambave).
Gare d'évitement, elle dispose d'une deuxième voie pour le croisement des trains et de voies de service.

## Histoire
Construite par l'État, la « station de Châtillon » est mise en service le 5 juillet 1886. par la Società per le Ferrovie dell'Alta Italia.
Cette gare dispose d'une structure pour le transport de marchandises (désaffectée).
La gare restera fermée de 2024 à 2026 dans le cadre de l'électrification de la ligne de chemin de fer.

## Service des voyageurs

### Accueil
Gare voyageurs RFI, classée argent, elle dispose d'un bâtiment voyageurs, avec guichet et salle d'attente, ouvert du lundi au vendredi. Elle est notamment équipée d'automates pour l'achat de titres de transport. Un bar et un kiosque de presse sont installés en gare. Le quai numéro 1 est utilisé par les échanges, le quai numéro 2 est utilisé par le transit.
Un souterrain permet la traversée des voies et le passage d'un quai à l'autre.

### Desserte
Châtillon - Saint-Vincent est desservie par des trains régionaux Trenitalia de la relation Ivrée) - Aoste.

### Intermodalité
Un parc pour les vélos et un parking pour les véhicules y sont aménagés. Elle est desservie par des autocars des lignes du réseau local de la haute vallée d'Aoste (SAVDA).